# Balboa (el Bierzo)
Balboa (en gallec, Valboa) és un municipi de la província de Lleó a la comunitat autònoma de Castella i Lleó. Forma part de la comarca d'El Bierzo i és un dels municipis en els quals es parla gallec.

## Pedanies
- Balboa
- Cantejeira
- Pumarín
- Castañeiras
- Fonte da Oliva
- Chan de Vilar
- Ruideferros
- Valverde do Camín
- Vilarmarín
- Vilafeile
- Lamagrande
- Quintela
- Vilanova
- Paraxís
- Vilariños
- Castañoso

## Demografia
| 1991 | 1996 | 2001 | 2004 |
| ---- | ---- | ---- | ---- |
| 611  | 501  | 439  | 409  |